# Registre de la population
Dans plusieurs pays, le registre de la population est un annuaire administratif des personnes résidentes.
Ce registre comporte typiquement des informations comme le nom, la profession et l'adresse des personnes. Dans les pays où l'enregistrement du domicile est obligatoire, le lieu actuel de résidence doit être signalé à un bureau d'enregistrement ou à la police dans un certain délai après l'établissement du nouveau domicile. Contrairement à l'état civil, il ne concerne pas seulement les ressortissants du pays et couvre donc aussi les immigrés. Il peut être tenu à l'échelle nationale ou à des échelles plus petites, typiquement celle de la commune.

## Situation par pays

### Allemagne
Tous les habitants, allemands ou non, doivent s'inscrire à l'Einwohnermeldeamt de leur commune, qui est un bureau des résidents, en particulier lors de chaque déménagement dans une nouvelle ville.

### Belgique
Chaque commune doit tenir un « registre de la population », les informations étant centralisées dans un registre national.

### France
Il n'y a pas d'obligation à déclarer son domicile. Celui-ci est toutefois inscrit sur la carte d'identité. Par ailleurs, les mairies peuvent recenser leurs habitants.
Les personnes sont inscrites sur un registre national, celui de l'INSEE, et se voient attribuer par celui-ci un « numéro d'inscription au répertoire des personnes physiques » communément appelé « numéro de sécurité sociale ».